# Кайнар (Таласская область)
Кайнар (кирг. Кайнар) — село в Айтматовском районе Таласской области Кыргызстана. Входит в состав Кёк-Сайского аильного округа. Код СОАТЕ — 41707 215 821 02 0.

## Население
По данным переписи 2009 года, в селе проживало 1394 человека.